# Taubenturm Arville (Loir-et-Cher)

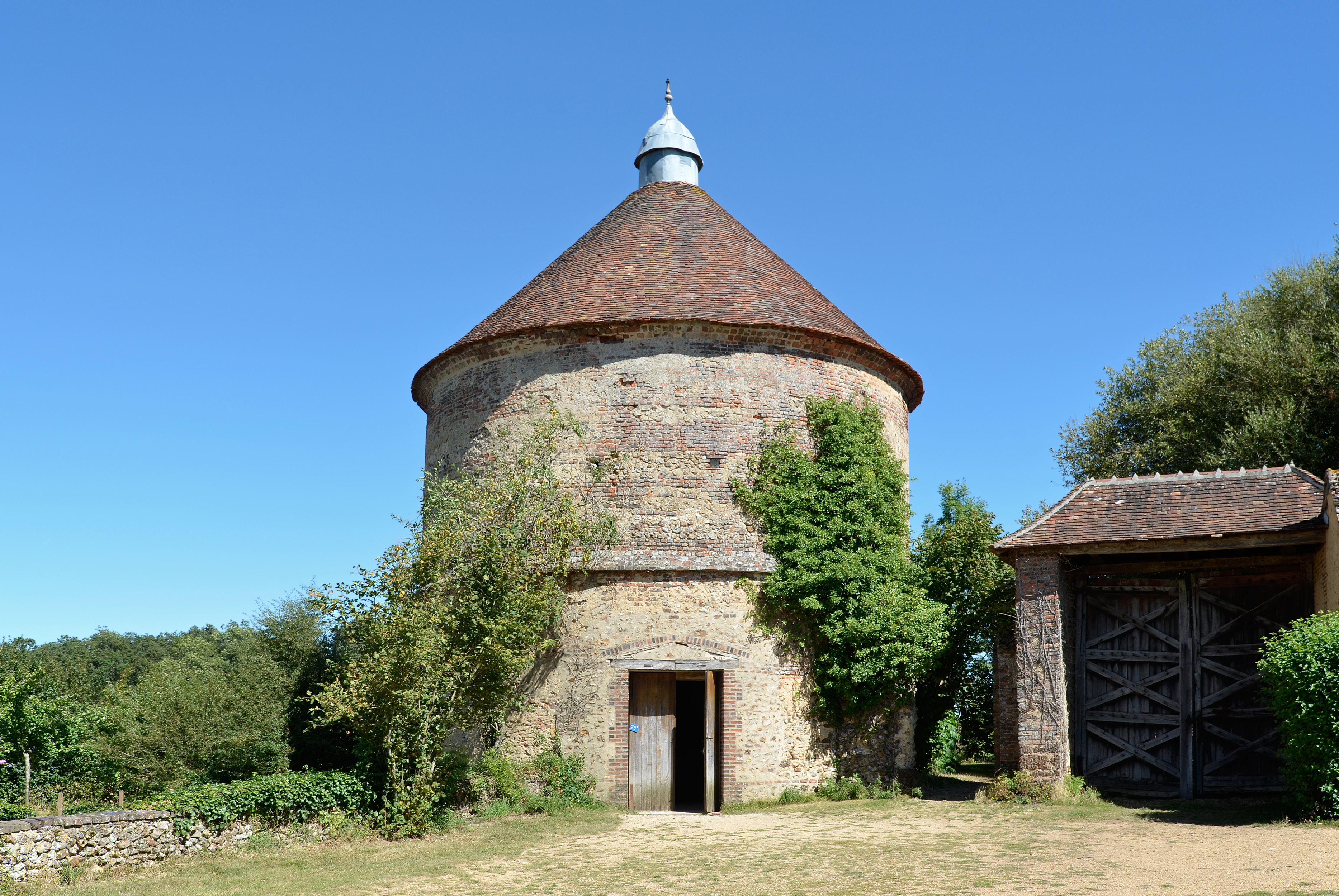
Taubenturm in Arville

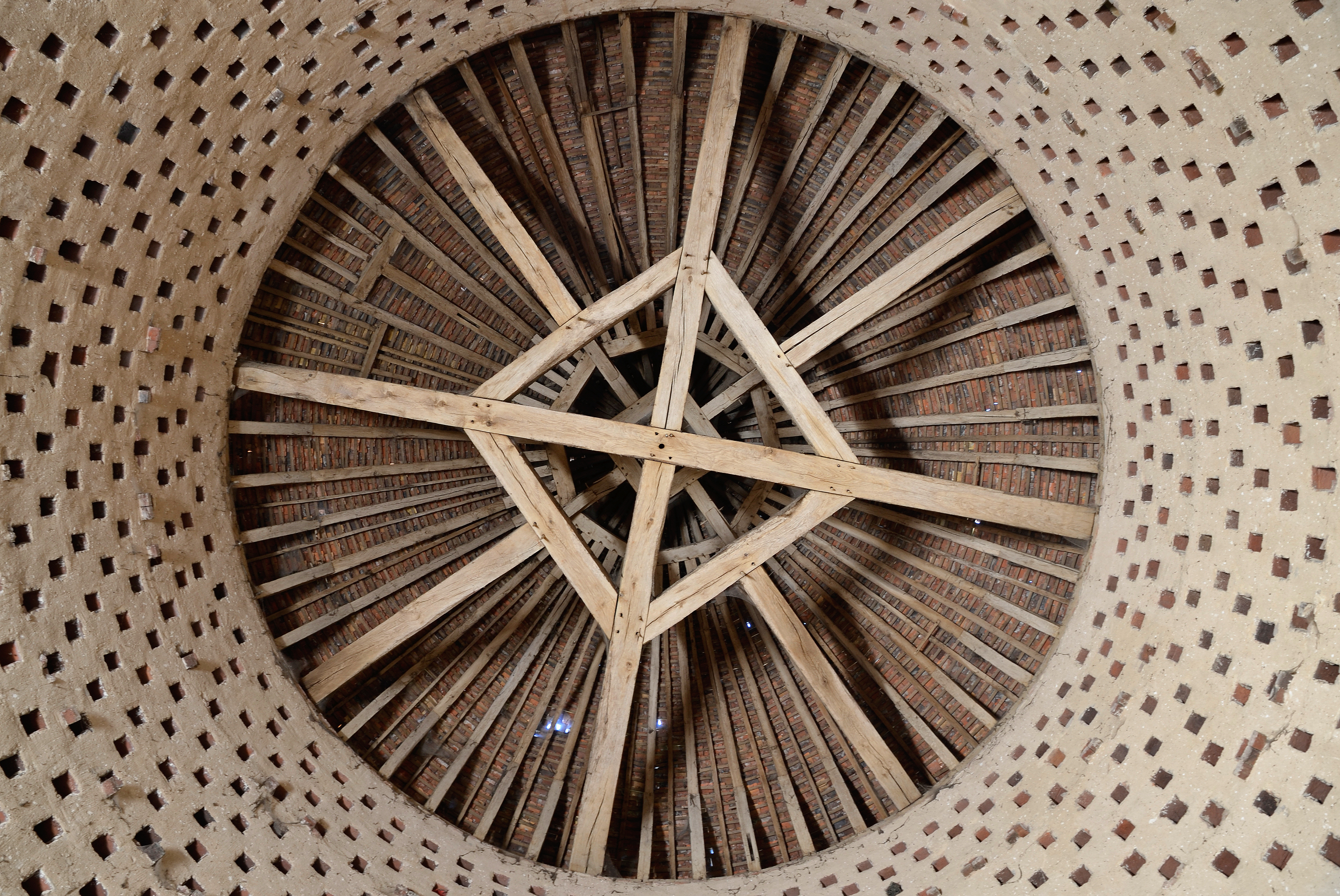
Innenansicht mit Taubennestern

Der Taubenturm (französisch colombier oder pigeonnier) der ehemaligen Kommende des Templerordens in Arville, einem Dorf der französischen Gemeinde Couëtron-au-Perche im Département Loir-et-Cher in der Region Centre-Val de Loire, wurde im 15. Jahrhundert errichtet. Der Taubenturm steht seit 1954 als Teil der Hofanlage als Monument historique auf der Liste der Baudenkmäler in Frankreich.
Der runde Turm aus Bruchsteinmauerwerk mit Ziegeldeckung wird von einer Laterne bekrönt.